# Hognoides ukrewea
Hognoides ukrewea är en spindelart som beskrevs av Roewer 1960. Hognoides ukrewea ingår i släktet Hognoides och familjen vargspindlar.
Artens utbredningsområde är Tanzania. Inga underarter finns listade i Catalogue of Life.